# Phare d'Eddystone
Le phare d'Eddystone se dresse sur les redoutables Eddystone Rocks, dans la Manche, à 9 miles (14 km) au sud-ouest de Rame Head, dans le Sud de l'Angleterre. Bien que Rame Head se trouve en Cornouailles, les rochers sont dans le Devon.
Le phare actuel est le quatrième à être implanté sur le site. Le premier et le deuxième ont été détruits. Le troisième, également connu sous le nom de « tour de Smeaton », est le plus connu en raison de son influence sur l'architecture des phares et de son importance dans le développement du béton dans le domaine de la construction.

## Le roc d'Eddystone

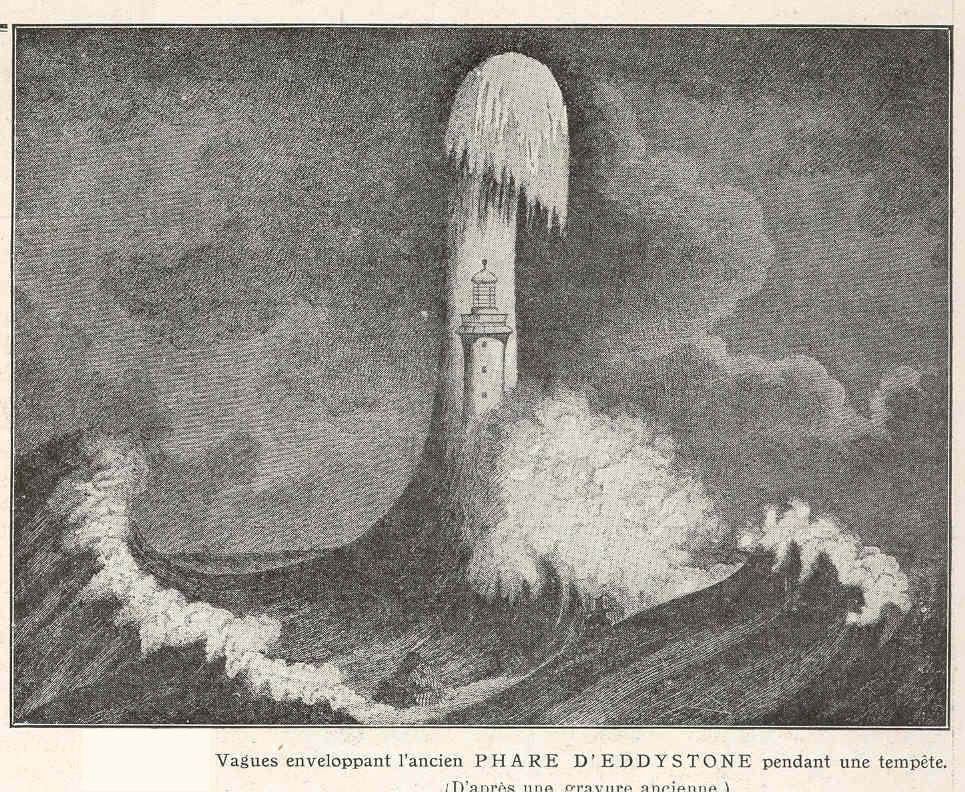
Vagues enveloppant l'ancien phare d'Eddystone pendant une tempête, d'après une gravure ancienne.

Le roc d'Eddystone est le sommet escarpé d'une montagne de granite cachée sous les eaux de l'Océan. Sa surface inclinée s'élève de si peu au dessus de leur niveau qu'elle disparaît deux fois par jour sous la marée. D'autres sommets moins élevés qui ne se montrent qu'à marée basse l'environnent et forment des écueils qui rendent l'abord du roc principal difficile et dangereux. « D'autres circonstances contribuent encore à repousser le navigateur le plus hardi ». Le rocher est taillé à pic à la hauteur de 85 pieds dans toute sa circonférence la mer n'est jamais tranquille dans ces parages et les vagues viennent frapper contre cette espèce de mur avec une violence qui fait rejaillir l'eau à trente ou quarante pieds. Pour donner une idée des obstacles qui s'opposaient à l'entreprise de Smeaton en 1756,  il suffira de dire que dans les mois les plus calmes de l'année dans les périodes les plus importantes du travail dans lesquelles les matelots et les ouvriers étaient pressés d'aborder par le puissant motif d'un paiement à tant par heure, M Smeaton et tout son monde sont souvent demeurés huit jours, quelquefois dix ou quatorze et une fois dix huit jours consécutifs à l'ancre devant le rocher sans pouvoir en tenter l'abordage quoique la mer ne fût point fortement agitée.

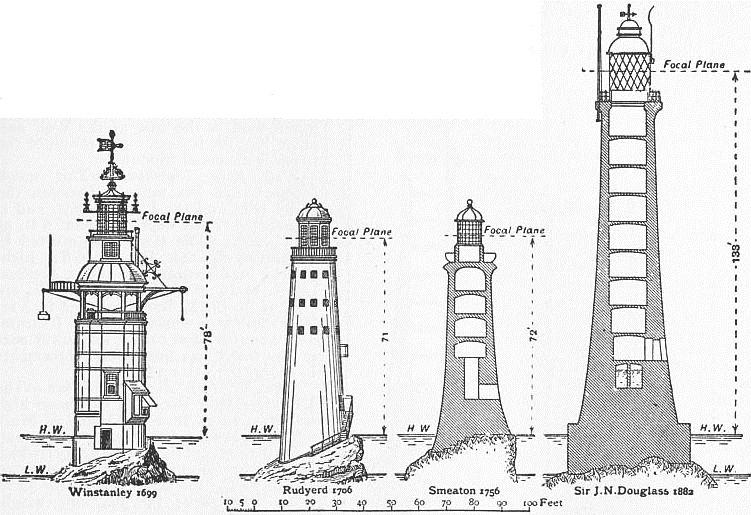
Les quatre générations du phare d'Eddystone.

## Le phare de Winstanley

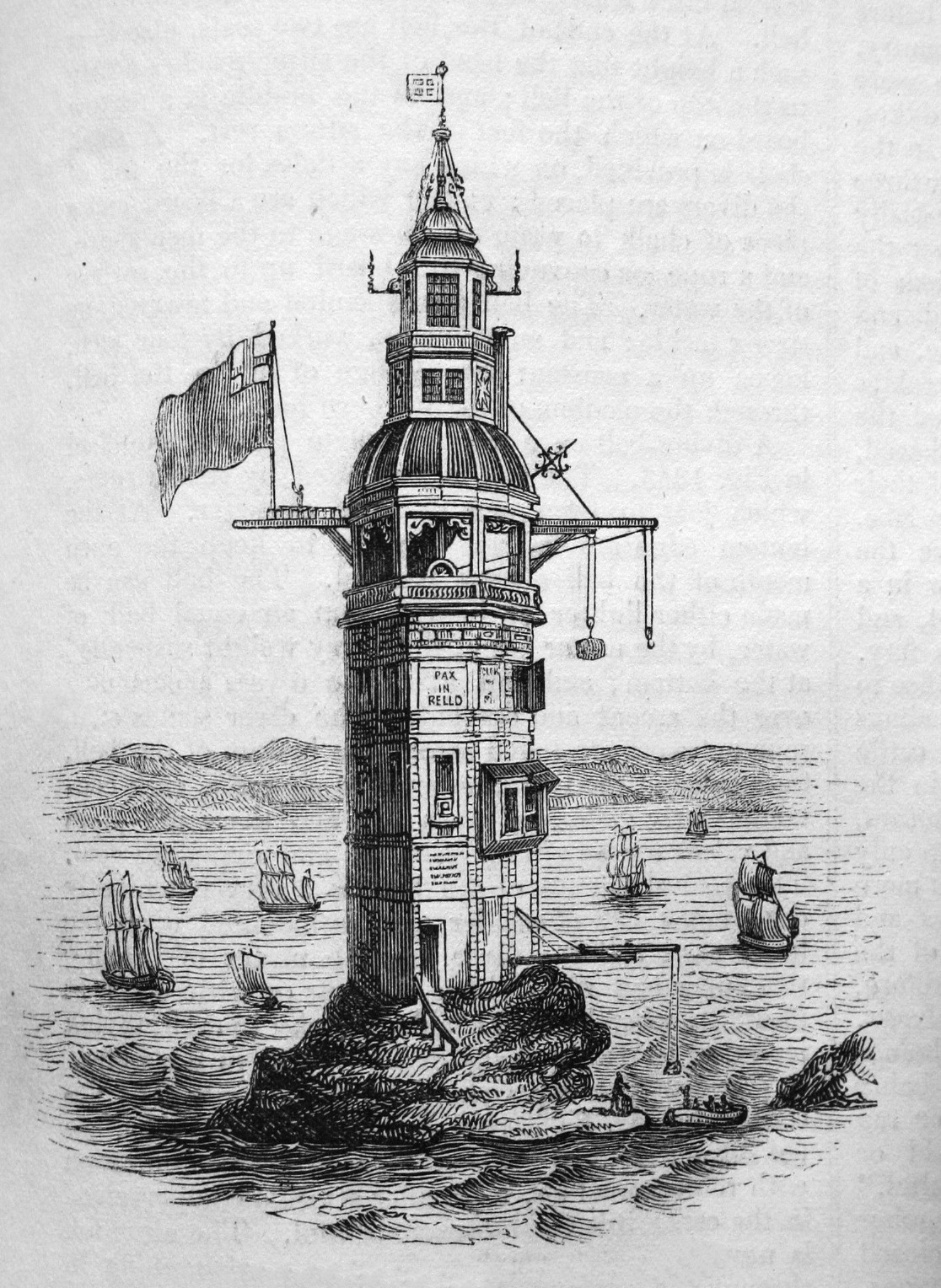
Phare de Winstanley

Le premier phare sur Eddystone Rocks était une structure octogonale en bois, construite par Henry Winstanley. La construction a commencé en 1696 et la lumière a été allumée le 14 novembre 1698. Pendant la construction, un corsaire français fit Winstanley prisonnier, cause d'un mot célèbre de Louis XIV pour ordonner sa libération : « La France est en guerre contre l'Angleterre, non contre l'humanité ! »
Cet édifice était orné de balcons et de galeries extérieures qui offraient prise au vent. La tour de Winstanley dura jusqu'à la grande tempête qui en effaça presque toute trace le 27 novembre 1703. Winstanley était à ce moment sur le phare, pour achever certains ajouts à la structure : on ne retrouva de lui aucune trace.

## Le phare de Rudyard

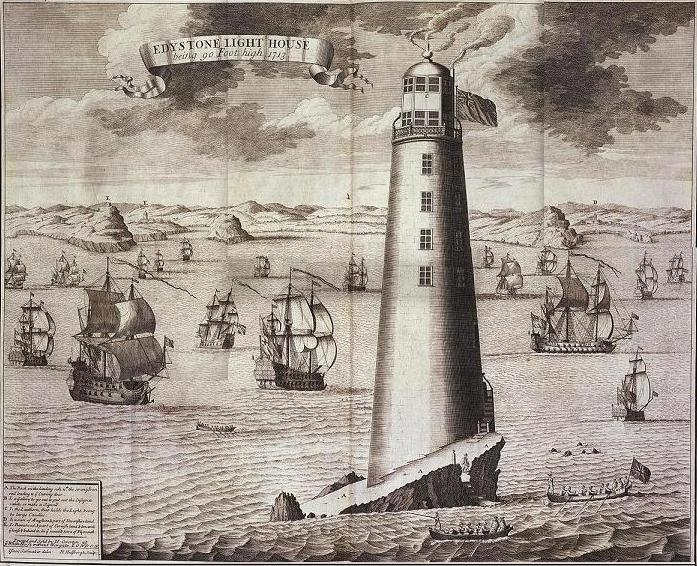
Second phare d'Eddystone (gravure de 1713)

Après la destruction du premier phare, un certain capitaine Lovett acquit le bail du rocher et, par une loi du Parlement, fut autorisé à percevoir des navires de passage une taxe d'un penny par tonne. Il chargea John Rudyard (ou Rudyerd) de concevoir un nouveau phare, fait d'une structure conique en bois fixée autour d'un noyau de brique et de béton, qui put être allumé en 1709 et s'avéra plus résistant, puisqu'il dura près de 50 ans.
Dans la nuit du 2 décembre 1755, le haut de la lanterne prit feu, probablement par une étincelle de l'une des chandelles qui servaient à donner la lumière. Les trois gardiens tentèrent de jeter des seaux d'eau, mais le feu continua et ils purent être recueillis sur leur rocher. Le gardien Henry Hall, paraît-il âgé de 84 ou 94 ans à l'époque, mourut de saturnisme après avoir avalé du plomb de la couverture de la lanterne pendant sa lutte contre l'incendie. Un rapport sur ce cas d'empoisonnement au plomb a été soumis à la Royal Society par le médecin Edmund Spry, et le morceau de plomb est désormais conservé dans les collections du National Museum of Scotland.

## Le phare de Smeaton

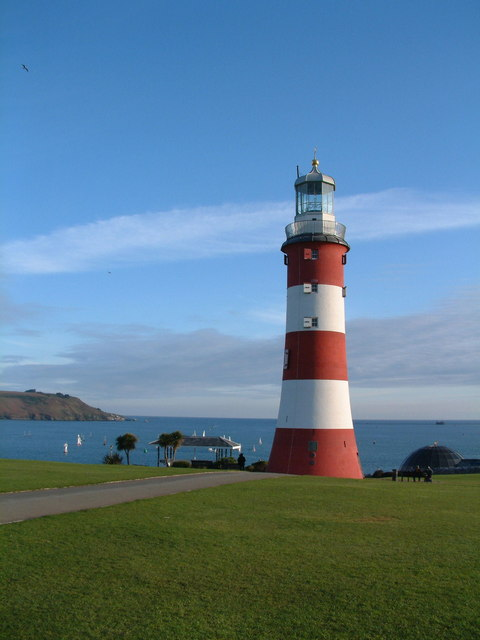
La partie supérieure du phare de Smeaton a été reconstituée à Plymouth Hoe.

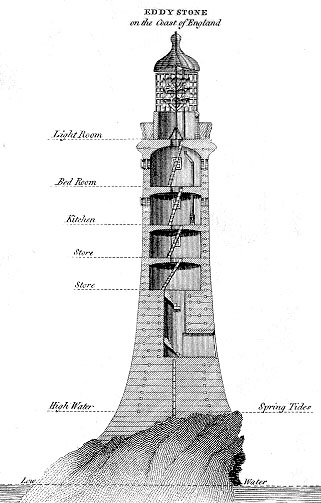
Le phare de Smeaton

Le troisième phare a marqué une étape majeure dans la conception de ces structures.
Recommandé par la Royal Society, l'ingénieur civil John Smeaton a donné à la tour la forme d'un tronc de chêne construit en blocs de granite. John Smeaton, pionnier de la chaux hydraulique, sorte de béton qui durcit sous l'eau, a développé une technique de fixation des blocs de granite en utilisant les queues d'arondes et les chevilles de marbre. La construction a débuté en 1756 à Millbay.
Le phare de Smeaton mesurait 59 pieds (18 m) de haut, pour un diamètre à la base de 26 pieds (8 m) et, au sommet, de 17 pieds (5 m). Il resta en usage jusqu'en 1877, quand l'érosion des roches sous le phare le fit osciller chaque fois que de grosses vagues venaient à le frapper. La tour de Smeaton a été reconstruite sur la hauteur de Plymouth Hoe, à Plymouth, comme mémorial. 50° 21′ 52,09″ N, 4° 08′ 31,67″ O
Les fondations et la base de la tour sont encore en place près du phare actuel, car, à l'époque, elles ont été jugées trop solides pour être démantelées.

## Le phare de Douglass

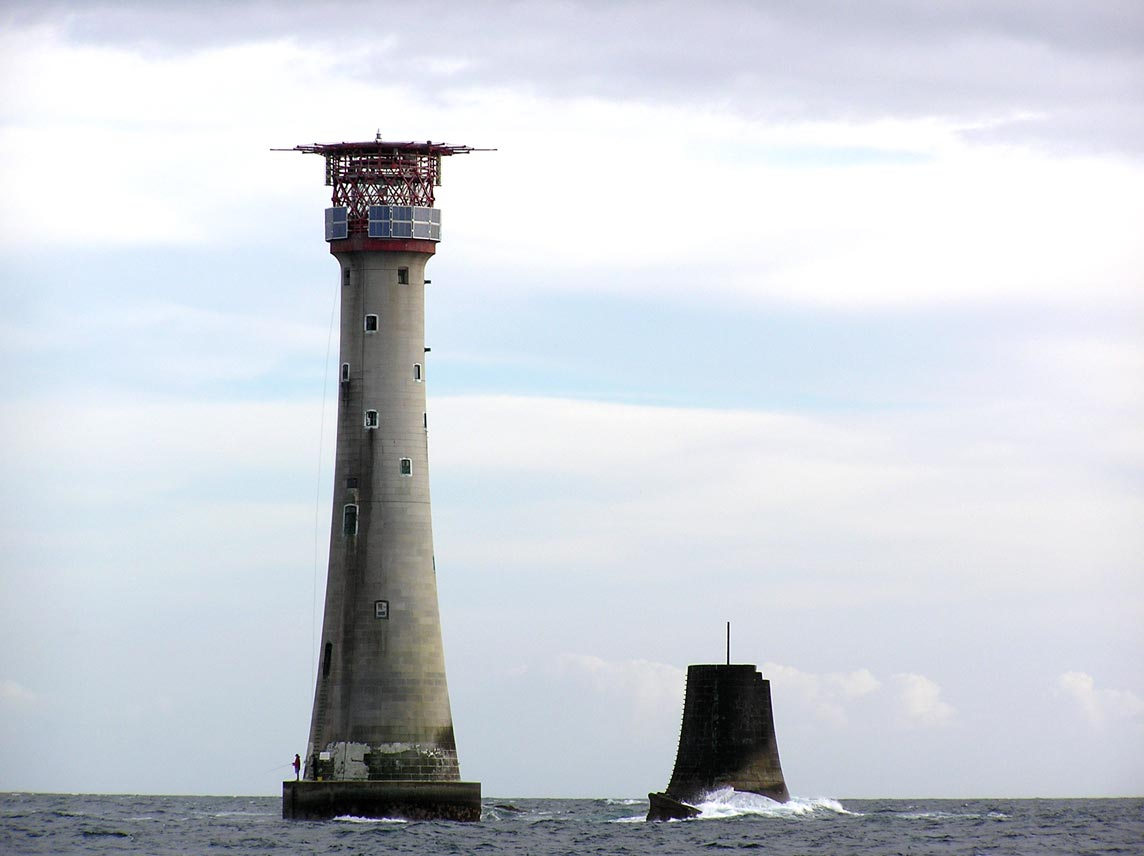
Le phare actuel, avec la base de la tour de Smeaton.

Le phare d'Eddystone actuel, quatrième du nom, a été conçu par l'ingénieur James Douglass. Sa lumière brille depuis 1882. Il a été automatisé en 1982. La tour a été modifiée par la construction d'une hélisurface au-dessus de la lanterne, pour permettre l'accès des équipes d'entretien.
La tour, en pierre de taille (gneiss du précambrien), a une hauteur de 49 mètres, et sa lumière blanche donne deux éclats toutes les 10 secondes. Le faisceau, visible à 22 milles nautiques (41 kilomètres), est complété par une corne de brume qui émet trois coups de trompe toutes les 60 secondes.